# Pablo González Méndez
Pablo González Méndez (Vigo, Pontevedra, 21 de septiembre de 1992), conocido futbolísticamente como Pablo, es un futbolista español. Juega en el Arandina Club de Fútbol del Grupo VIII de la Tercera División de España.

## Carrera

### Futbolista
Su posición de juego habitual es la de defensa central. 
Se formó en las categorías inferiores del Celta de Vigo.
Debuta en Tercera División en 2011 en el Villalonga Fútbol Club.
En 2012 ficha por el Pontevedra CF.
En 2014 conseguiría el ascenso a Segunda División B. Tras cuatro temporadas en el conjunto pontevedrés ficharía por la Unión Deportiva Somozas de la Segunda División B de España. El 8 de septiembre de 2017 se compromete por una temporada con el Arandina Club de Fútbol, equipo con el que logra el récord nacional de 14 victorias consecutivas sin encajar gol y la clasificación para el playoff de ascenso.

## Estadísticas
| Club                    | Categoría          | País   | Año       | Partidos | Goles |
| ----------------------- | ------------------ | ------ | --------- | -------- | ----- |
| Villalonga F. C.        | Tercera División   | España | 2011-2012 | 34       | 1     |
| Pontevedra C. F.        | Tercera División   | España | 2012-2013 | 36       | 2     |
| Pontevedra C. F.        | Tercera División   | España | 2013-2014 | 36       | 1     |
| Pontevedra C. F.        | Tercera División   | España | 2014-2015 | 33       | 2     |
| Pontevedra C. F.        | Segunda División B | España | 2015-2016 | 20       | 0     |
| U. D. Somozas           | Segunda División B | España | 2016-2017 | 32       | 0     |
| Arandina Club de Fútbol | Tercera División   | España | 2017-2018 | 38       | 1     |